# Prix Astrid-Lindgren
Ne doit pas être confondu avec Prix commémoratif Astrid-Lindgren.
Le prix Astrid-Lindgren est un prix littéraire suédois de littérature jeunesse, nommé ainsi en l'honneur de l'écrivaine suédoise Astrid Lindgren.

## Histoire
Il fut créé par la maison d'édition Rabén & Sjögren en 1967 pour honorer l'anniversaire des 60 ans de Lindgren.
Il récompense chaque année, le 14 novembre qui est le jour de l'anniversaire de Lindgren, un écrivain ou une écrivaine pour enfants et jeunes adultes.
Bien que leur nom soit ressemblant, ce prix est différent du prix commémoratif Astrid-Lindgren.

## Lauréats
Source : astridlindgren.se
| - 1967 : Åke Holmberg - 1968 : Ann Mari Falk - 1969 : Harry Kullman - 1970 : Lennart Hellsing - 1971 : Hans Peterson - 1972 : Maria Gripe - 1973 : Barbro Lindgren - 1974 : Inger and Lasse Sandberg - 1975 : Hans-Eric Hellberg - 1976 : Irmelin Sandman Lilius - 1977 : Kerstin Thorvall - 1978 : Gunnel Linde - 1979 : Rose Lagercrantz - 1980 : Maud Reuterswärd (posthume) - 1981 : Gunilla Bergström - 1982 : Inger Brattström - 1983 : Siv Widerberg - 1984 : Astrid Bergman Sucksdorff - 1985 : Viveca Lärn - 1986 : Margareta Strömstedt - 1987 : Nan Inger Östman - 1988 : Lena Andersson et Christina Björk - 1989 : Annika Holm - 1990 : Maj Bylock - 1991 : Max Lundgren - 1992 : Sven Christer Swahn - 1993 : Ulf Stark - 1994 : Eva Wikander | - 1995 : Peter Pohl - 1996 : Henning Mankell - 1997 : Anna-Clara and Thomas Tidholm - 1998 : Bo R. Holmberg - 1999 : Per Nilsson - 2000 : Annika Thor - 2001 : Eva Eriksson - 2002 : Stefan Casta - 2003 : Sven Nordqvist - 2004 : Pernilla Stalfelt - 2005 : Jujja Wieslander - 2006 : Ulf Nilsson - 2007 : Helena Östlund - 2008 : Pija Lindenbaum - 2009 : Olof et Lena Landström - 2010 : Moni Nilsson-Brännström - 2011 : Jan Lööf - 2012 : Katarina Kieri - 2013 : Katarina von Bredow - 2014 : Frida Nilsson - 2015 : Mårten Sandén - 2016 : Anna Höglund - 2017 : Jenny Jägerfeld - 2018 : Lisa Bjärbo - 2019 : Kerstin Lundberg Hahn - 2020 : Jakob Wegelius - 2021 : Ylva Karlsson - 2022 : Mårten Melin - 2023 : Johan Rundberg |